# Пума (БМП)
Боевая бронированная машина «Пума» (нем. Schützenpanzer Puma — «пума») — германская боевая машина пехоты (БМП). Разработку и выпуск опытной партии БМП осуществляют концерны Krauss-Maffei Wegmann (KMW) и Rheinmetall-Landsysteme (RLS).
Реализация проекта осуществляется в рамках совместного предприятия обоих концернов KMW и RLS. Начиная с 2014 года, планировалась поставка для сухопутных войск Германии партии из 410 машин, предназначенных для замены устаревших БМП «Мардер». В 2012 году заказ был сокращён до 350 единиц при увеличении стоимости одной БМП до семи миллионов евро.
Первые образцы БМП «Пума» были поставлены 10 декабря 2010 года. Поставки серийных БМП «Пума» начаты 17 апреля 2015 года после официального заявления инспектора сухопутных войск 13 апреля 2015 года о принятии машины на вооружение.

## Разработка
Начало создания БМП «Пума» относится к 1996 году. Концепция БМП «Пума» основана на проекте Neue Gepanzerte Plattform (NGP) направленном на создание универсальной гусеничной платформы для различных систем оружия. В начале 1998 года была утверждена тактическая концепция новой БМП. В сентябре 2002 года федеральный Парламент Германии одобрил разработку БМП Neuer Schutzenpanzer (NSPz) консорциума PSM (Project System & Management), принадлежащего концернам Krauss-Maffei Wegmann и Rheinmetall DeTec. Консорциум PSM отвечает за планирование, управление и координацию работ по проекту БМП «Пума», включая определение концепции, разработку, испытания и принятие на вооружение, а также серийное производство. Первый демонстрационный экземпляр БМП «Пума» был собран в конце 2005 года и в мае 2006 года представлен публике.
Контракт предусматривал поставку в декабре 2005 года демонстрационных образцов комплекса БМП «Пума». Наряду с указанными образцами БМП также предусматривалась поставка отдельных подсистем для проверки и отработки вооружения и боеприпасов, ходовых качеств и защиты машины.
В декабре 2004 года бундесвер заключил контракт на поставку пяти предсерийных машин с опционом ещё на 405 БМП. Поставка предсерийных машин происходила по плану в 2006 году, опцион подтвержден 8 ноября 2007 года, бюджетные ассигнования на поставку 405 БМП «Пума» составили 3 млрд евро, поставка в войска планировалась в период с 2010 по 2020 годы.
Прототип машины, в разное время известный под проектными обозначениями Panther и Igel, был представлен для демонстрационных испытаний 20 декабря 2005 года.
В начале июля 2009 года после получения разрешения комиссии Бундестага подписан контракт на поставку концерном Rheinmetall для министерства обороны Германии четырёхсот пяти БМП «Пума».
По причине технических затруднений в период до 2012 планировалась поставка только десяти БМП, при испытаниях которых должна быть оценена и, при необходимости, улучшена боеспособность машины. Завершение поставок БМП перенесено на 2020 год.
В июле 2012 года в связи с бюджетными ограничениями со стороны минобороны Германии последовало изменение контракта с уменьшением количества выпускаемых БМП до 350 единиц. Предполагалось, что начиная с 2014 года будет развёрнуто серийное производство. Однако, 18 октября 2013 года Министром обороны ФРГ были объявлены результаты испытаний, выявившие существенные недоработки в конструкции машины, кроме того была отмечена нестабильная работа электроники, плохой обзор у членов экипажа, а также высокая масса БМП. Недостатки были устранены.

## Общая компоновка

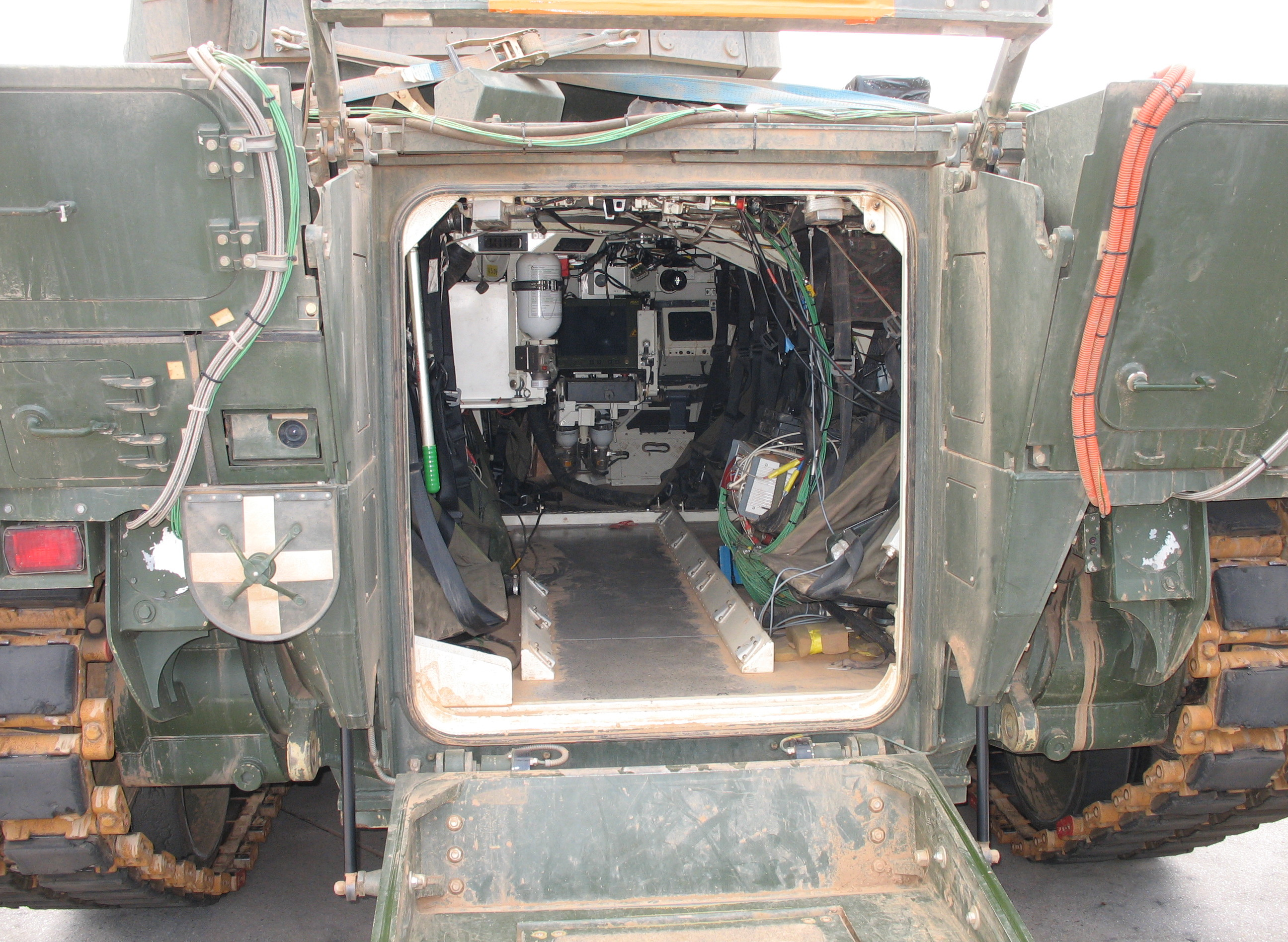
Боевое отделение опытного варианта БМП «Пума» VS2.

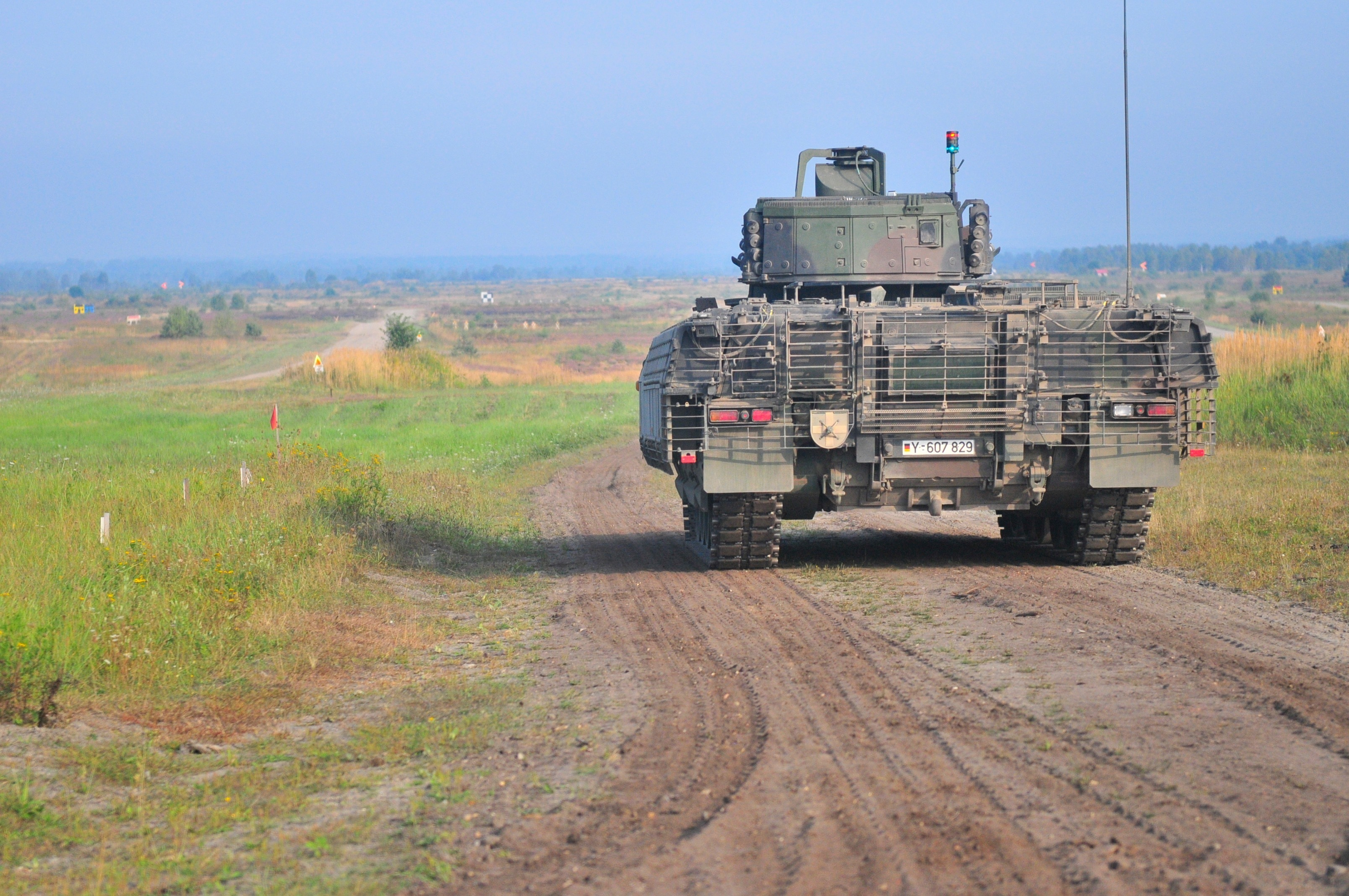
БМП «Пума» 33-го мотопехотного батальона на полигоне «Берген», сентябрь 2016. Бронемодули ДЗ, решётчатая броня кормовой части корпуса и накладные элементы бронезащиты кормовой части башни.

БМП «Пума» в базовой конфигурации представляет авиатранспортабельную боевую машину пехоты с дистанционно управляемой необитаемой башней и компактным боевым отделением. Экипаж БМП включает девять человек и подразделяется на десантную группу из шести стрелков (танкогренадеры) и постоянный экипаж в составе командира машины, наводчика и механика-водителя.
Десантная группа состоит из командира и пяти стрелков. В исключительных случаях состав отделения вместе с командиром увеличивается до семи человек. Машину в этом случае ведет наводчик.
Расположение экипажа БМП следующее: механик-водитель сидит в передней части машины слева, за ним располагается наводчик. Наводчик управляет пушечной установкой, сидит впереди механизма поворота башни, передача команд управления на которую осуществляется через вращающееся контактное устройство. Командир отделения сидит около наводчика, справа от него и располагает собственным сдвижным люком. Он оказывает помощь механику-водителю при движении машины в городской среде.
Благодаря асимметричному расположению башни на левой стороне корпуса БМП, десантники, сидящие в кормовой части десантного отделения, включая командира группы, находятся в поле зрения командира машины. В противоположность БМП «Мардер» стрелки в десантном отделении сидят напротив друг друга, лицом к лицу. При этом четыре стрелка сидят с правой стороны и два с левой. У наводчика имеется собственный сдвижной люк. Боевое/десантное отделение оснащается системой пожаротушения. Быстродействие системы пожаротушения, оснащенной
ИК-датчиками, составляет 150 мс. Пламягасящее газообразное вещество обозначается DeuGen-N и, по заявлению разработчика, безопасно для человека. Все оснащение боевого/десантного отделения, включая сидения, выполнено в «минобезопасном» исполнении и не имеет прямого контакта с днищем машины.
Крышки люков в крыше БМП выполнены сдвижными (в противоположность откидывающимся назад) для облегчения ручного открывания при завалах.

## Средства связи
БМП оснащается бортовым переговорным устройством тип 80/90/93 и двумя радиостанциями: УКВ-радиостанцией SEM 80/90 (диапазон рабочих частот 30,000-79,975 МГц) фирмы Thales, и КВ-радиостанцией HRM 7400 (Hochfrequenz Radio Mobile) фирмы Racoms. Последняя обеспечивает приём/передачу на большие расстояния данных и ведение радиопереговоров в закрытом режиме. Для обработки информации БМП оборудована Боевой информационно-управляющей системой FüWES (Führungs- und Waffeneinsatzsystem). Система осуществляет распознавание целей по принципу «свой-чужой» и обеспечивает подсоединение машины к системам боевого управления бундесвера, в частности, к системе FAUST (Führungsausstattung, taktich), к системе оперативного управления сухопутными войсками FüInfoSys H, и в рамках перспективной концепции «Пехотинец будущего», обеспечивает возможность обмена с подразделениями сухопутных войск речевыми командами и разведывательной информацией в цифровом формате.

## Защита

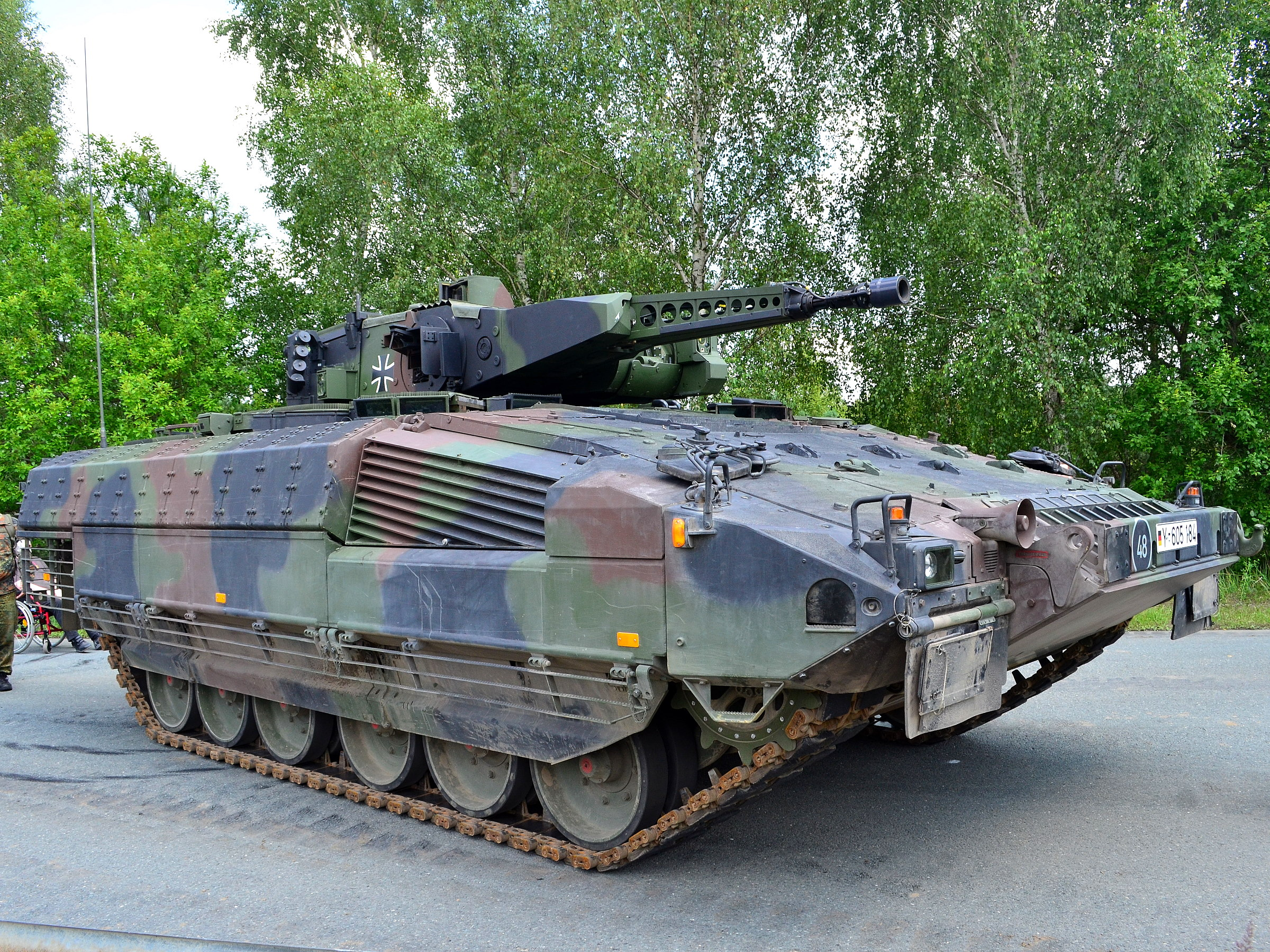
Съёмные бортовые бронемодули ДЗ.

Корпус БМП «Пума» цельносварной из стальных бронелистов, дополнительно усилен навесной пассивной броней.
Ключевым элементом схемы бронирования БМП «Пума» является модульный принцип её построения, что обеспечивает возможность проведения модернизации и замены элементов бронезащиты по мере развития технологий брони в период эксплуатации БМП сроком не менее 30 лет. Существует также ряд дополнительных вариантов усиления защищенности БМП «Пума» на основе систем активной и динамической защиты.
Бронирование БМП «Пума» модульное, выполнено с двумя уровнями защиты. В варианте с уровнем защиты «А» (авиатранспортабельный) БМП «Пума» способна транспортироваться по воздуху с помощью военно-транспортного самолёта Airbus A400M. Во избежание превышения транспортируемой по воздуху массы 31,45 т, масса сопутствующего оборудования ограничена значением 1 т. При уровне защиты «А» обеспечивается непробитие лобовой проекции машины кумулятивными средствами ближнего боя (например, гранатой ПГ-7) и бронебойными оперенными снарядами типа APFSDS среднего калибра (например 30-мм). Также обеспечивается защита машины кругом от 14,5-мм бронебойной пули пулемета КПВ, осколков артиллерийских (вероятно 152-мм ОФ) снарядов, и от подрыва тяжелой (10 кг) противотанковой мины фугасного действия, либо противоднищевой мины, поражающей «ударным ядром» днище корпуса. Защита днища выполнена с использованием современной технологии гибки тонколистовой стали и включает специальные защитные элементы.
Уровень защиты «С» (combat, то есть боевой) обеспечивается за счет навесной модульной брони, включающей длинномерные бортовые модули, и модули, закрывающие крышу башни и корпуса машины. Бортовые модули представляют сочетание комбинированной и разнесенной брони. По некоторым данным навесные модули представляют новый тип композитной защиты AMAP (Advanced Modular Armor Protection) немецкой фирмы IBD (Ingenieurbüro Deisenroth), выпускаемые под заданные требования на защиту конкретной машины. При установке навесной брони обеспечивается повышение защищенности бортовой проекции машины до уровня, аналогичного защищенности лобовой проекции, а также защита горизонтальной проекции (крыши машины) от поражения боевыми элементами артиллерийских снарядов, мин и бомбовых кассет. При установке указанных модулей боевая масса машины увеличивается приблизительно на 9 т. Учитывая преемственность наращивания защищенности каждого последующего поколения БМП, практику закрытия фактического уровня бронезащиты, и германскую практику обеспечения максимальной защищенности БМП при планируемом 30-летнем сроке её эксплуатации, имеются основания считать выполнение защиты лобовой проекции БМП «Пума» уровня «С» — от оперенных подкалиберных снарядов из диапазона калибров 40 — 50 мм. От запланированного первоначально уровня защиты «В» для транспортировки машины железнодорожным транспортом отказались, поскольку БМП «Пума» даже при уровне защиты «С» не выходит за массовые и габаритные ограничения железной дороги.
Серийные БМП отличаются от предсерийных машин оснащением бортовой проекции варианта «С» модулями динамической защиты CLARA (Composite Lightweight Adaptable Reactive Armor) концерна Dynamit Nobel Defence. Дополнительные боковые экраны-фартуки закрывают до середины опорные катки ходовой части. Масса одного комплекта ДЗ составляет 1 т, общая масса взрывчатого вещества 500 кг, масса модуля ДЗ порядка 40 кг. Потребное время установки всего комплекта ДЗ составляет 3-4 час. CLARA отличается пониженной осколочностью за счёт использования пластиковой (из волокнистого композита на полимерной основе) крышки элемента ДЗ.
Машина оснащена системой защиты экипажа от ОМП, разработанной фирмой Dräger. В десантном отделении установлен датчик радиоактивного и химического заражения. Для уменьшения ИК-заметности выхлопные газы смешиваются с воздухом и выбрасываются в боковом направлении из кормовой части корпуса по левому борту. Общее снижение ИК-заметности машины достигается применением соответствующего покрытия. БМП дополнительно оснащается многофункциональной системой оптико-электронного подавления, разработанной концерном EADS (European Aeronautic Defence and Space Company). Система Softkill-System MUSS обнаруживает и распознает противотанковые ракеты и создает помехи их системам наведения. В дальнейшем возможно дополнительное оснащение БМП «Пума» комплексом активной защиты.

## Приборы наблюдения

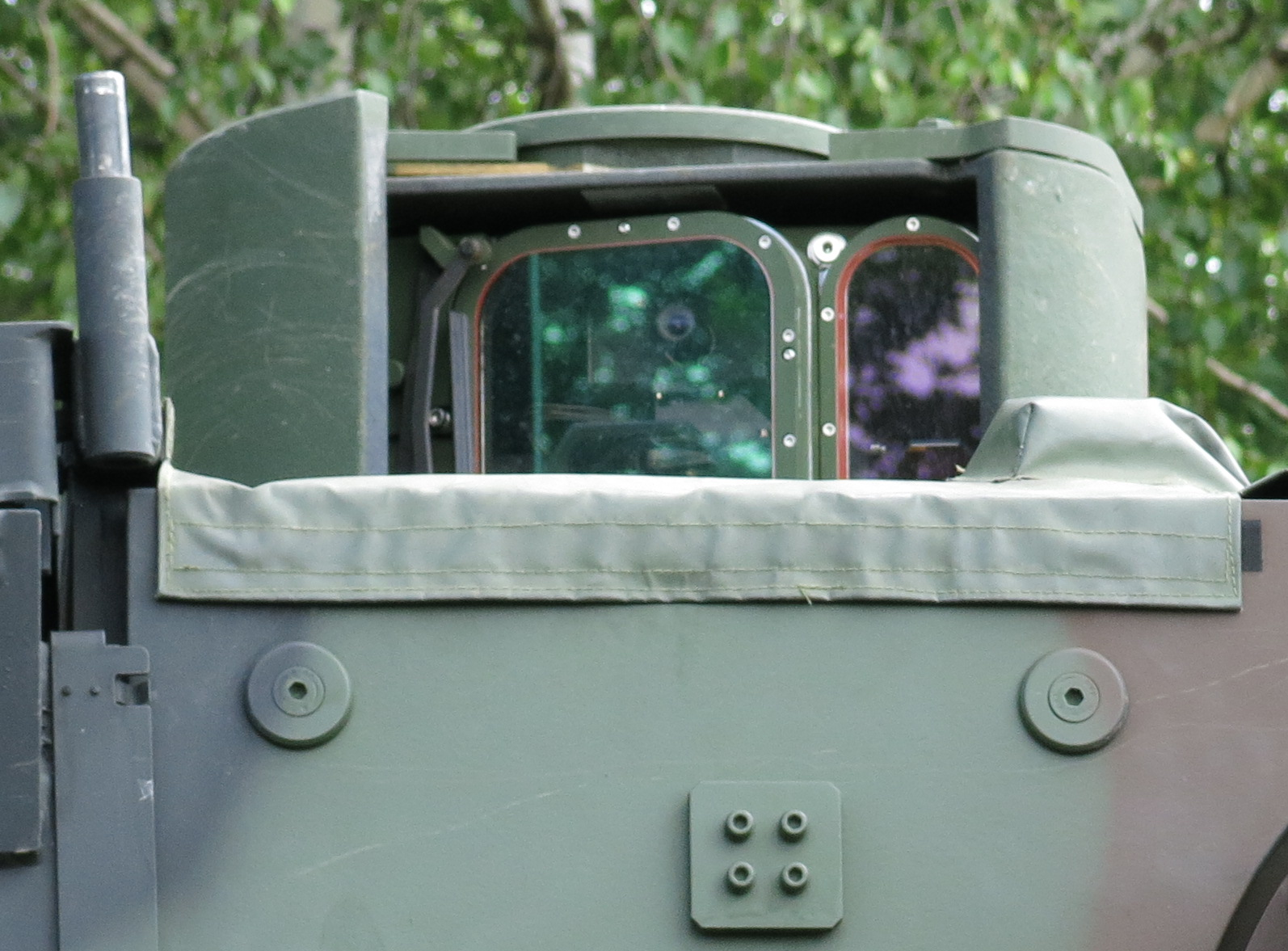
Командирский прицел PERI RTWL.

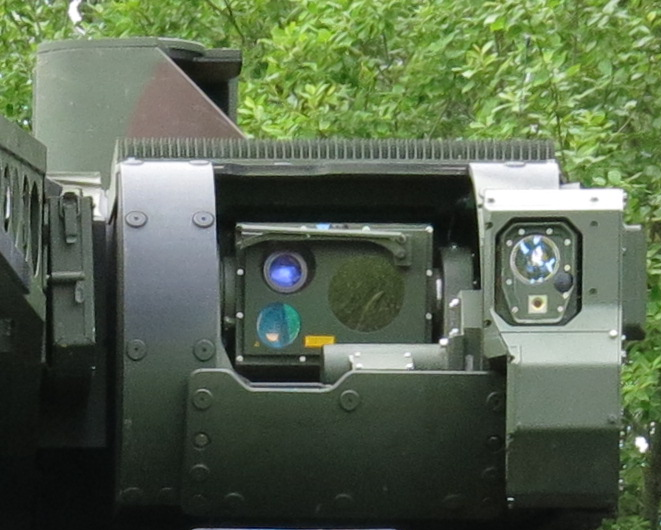
Защищенный прицельный комплекс наводчика Waffenoptik. Рядом, справа один из датчиков КАЗ MUSS.

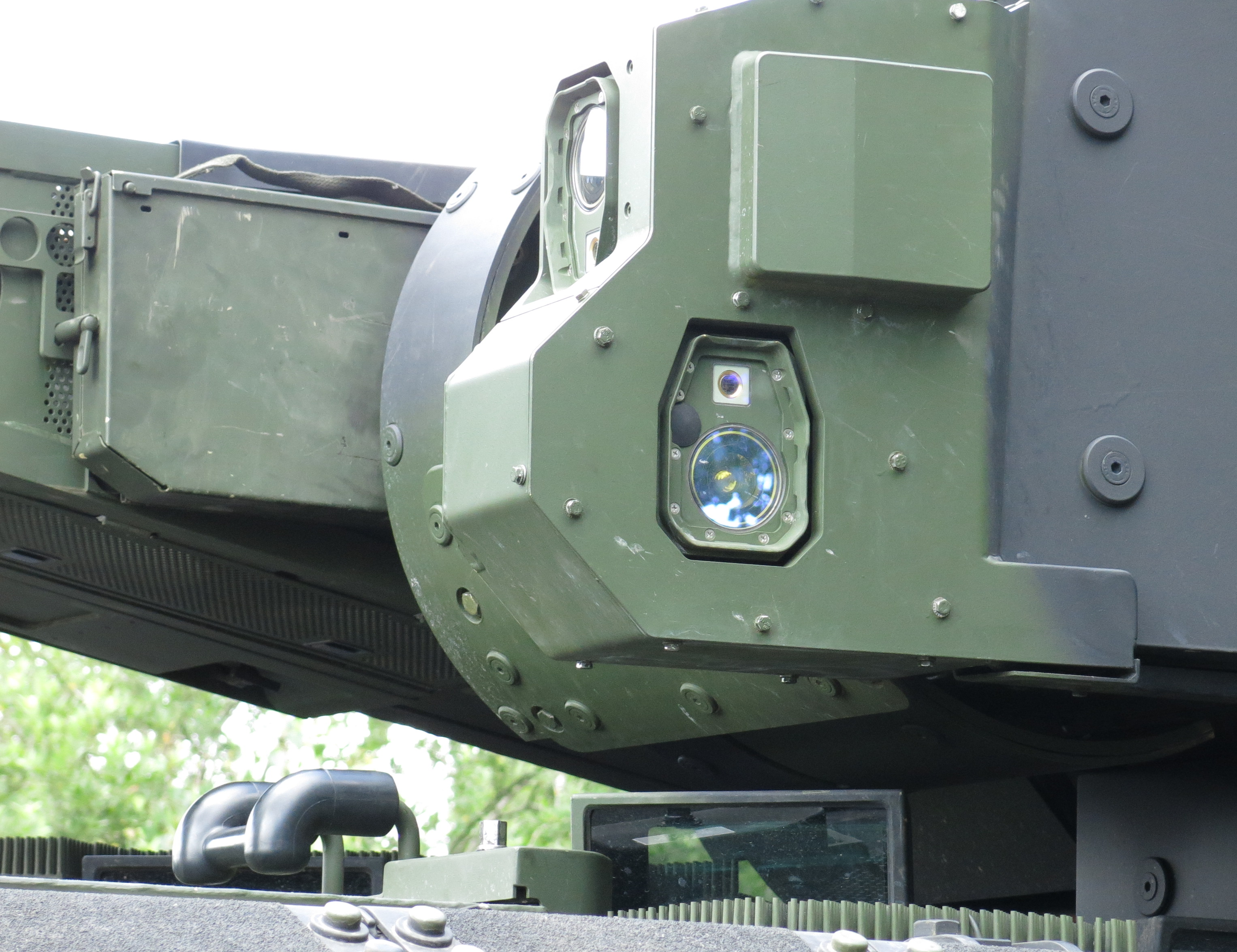
Датчики MUSS по левому борту модуля Waffenoptik.

На демонстрационных образцах БМП «Пума» установлены приборы наблюдения: независимый от башни стабилизированный панорамный командирский прицел PERI и RTWL-B, объединённые в комплекс Hauptoptik. Также имеется защищенный комбинированный прицельный комплекс наводчика Waffenoptik. Обе прицельные системы разработаны фирмой Carl Zeiss Optronics GmbH и располагают дневным и тепловизионным каналами, лазерным дальномером марки LDM 38. Изображения от панорамного прицела с помощью ПЗС-камеры отображаются на двух дисплеях — командира БМП и командира десантников. Панорамный командирский прицел имеет четыре степени увеличения. Для применения в городской среде и на близком удалении от машины используется поле зрения 60° х 45°. Для поиска целей и их распознавания используются более высокие степени увеличения, вплоть до 16-кратного. Наряду с цифровым выходом имеется оптический канал, обеспечивающий защиту органов зрения от лазерного излучения. При наблюдении по обоим каналам (дневном и ночном) на дисплеях отображается информация о положении башни, дальности до цели, метки цели, а также навигационные и системные данные. Цифровая обработка сигнала позволяет сетевое использование системы и допускает её объединение с существующими системами сухопутных войск. Прицельный комплекс наводчика, соединённый с системой управления огнём БМП «Пума», позволяет ввести обстрел целей в движении. В целом прицельный комплекс наводчика располагает дневной ПЗС- камерой с зумированым объективом и тремя степенями увеличения, соответствующими тактическим требованиям. В распоряжении механика-водителя имеется прибор ночного видения (ПНВ), изображения камеры заднего обзора выводятся на телеэкран.

## Вооружение
Вооружение БМП «Пума» состоит из основного и вспомогательного вооружения, к последнему относятся средства постановки дымовых завес и шестиствольная пусковая установка осколочных гранат. Автоматическая пушка и пулемет расположены в полностью автоматизированной (необитаемой) башне, и смещены к её правому борту. Управление основным вооружением БМП осуществляется с помощью датчиков и исполнительных приводов.
БМП оснащается прицельным комплексом, построенном на принципе «Hunter-Killer», предполагащем наличие у командира машины полностью стабилизированного прицела Hauptoptik, независимого от прицела наводчика и от основного вооружения. Указанное позволяет командиру вести наблюдение в секторах, независимо от наводчика, либо продолжать наблюдение в момент производства наводчиком выстрела по цели. Обнаружив новую цель, командир (Hunter) ставит на ней метку и передает её наводчику нажатием кнопки, при этом башня и основное вооружение наводятся на цель автоматически, наводчику (Killer) остается нажать кнопку «огонь».

### Основное вооружение

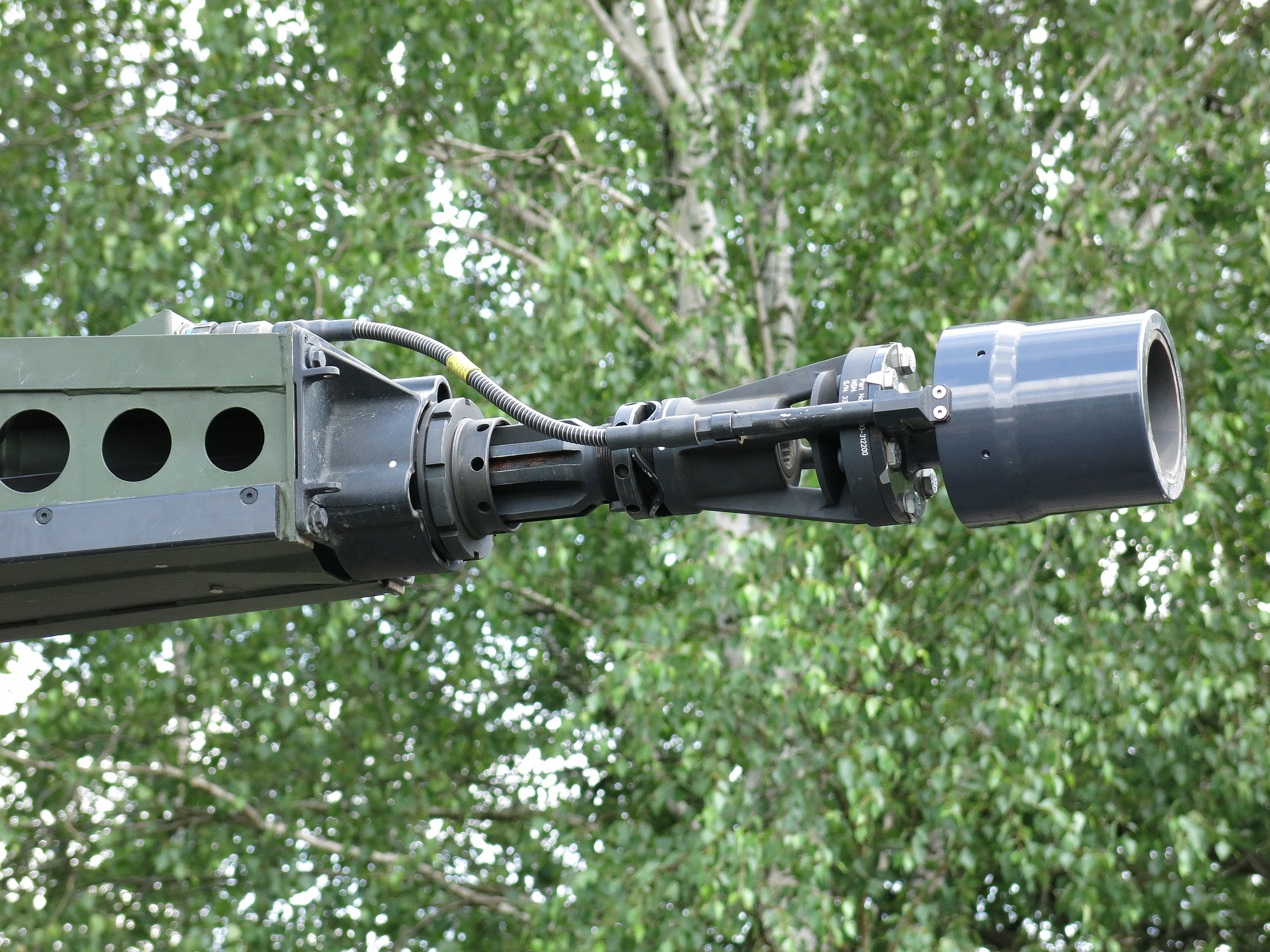
Надульное устройство пушки MK 30-2/ABM с датчиками-соленоидами начальной скорости и программатором взрывателей снарядов типа АВМ в составе комплекса вооружения БМП «Пума» первой серии, 2015.

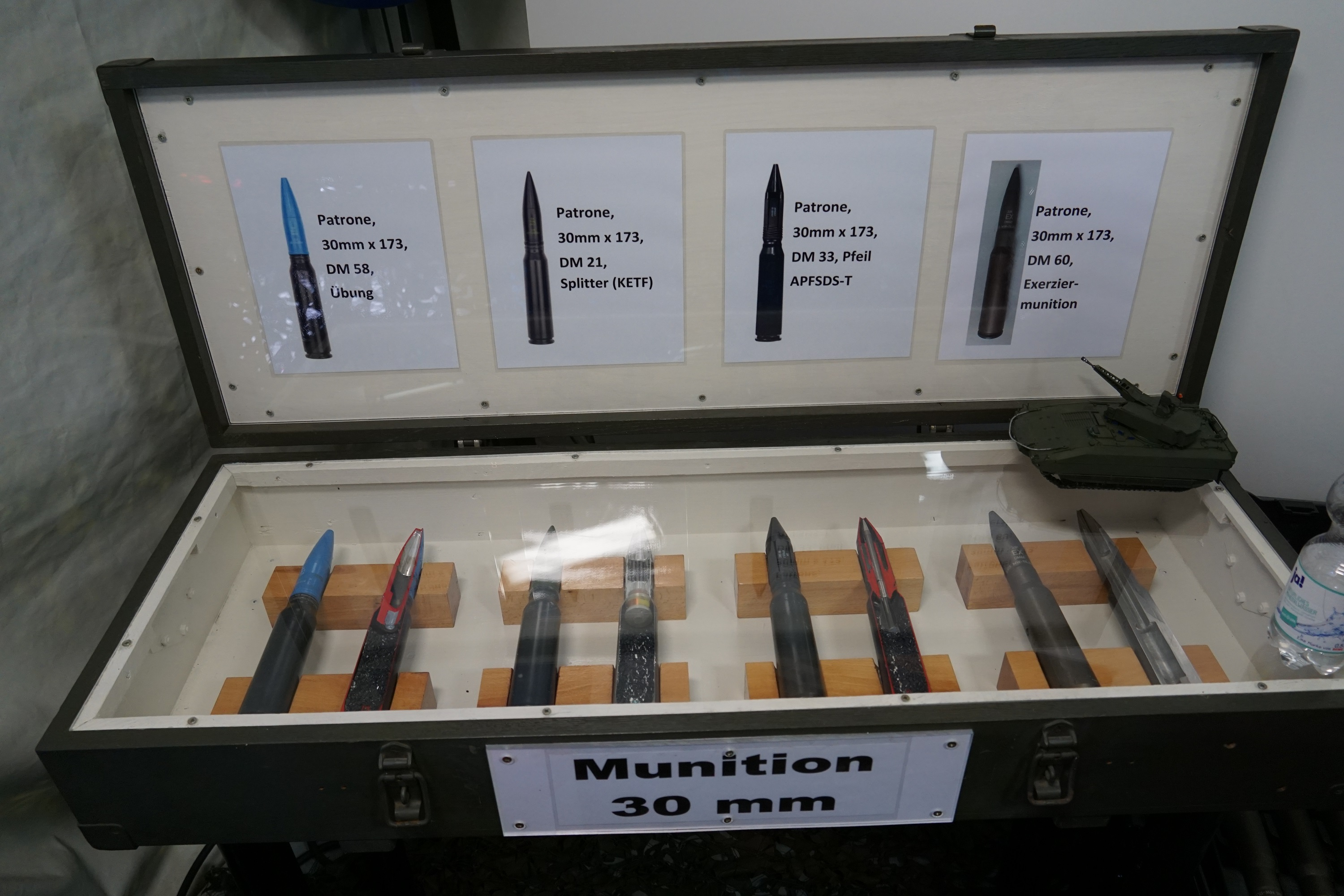
30-мм боеприпасы БМП «Пума». Слева — направо: учебный (практический) DM 58, осколочный (KETF) DM 21, стреловидный (БОПТС) DM 33, учебно-тренировочный DM 60.

Основное вооружение БМП «Пума» — 30-мм автоматическая пушка «Рейнметалл» МК 30-2/АВМ в варианте, приспособленном для стрельбы снарядами воздушного подрыва (Air Burst Munition), т.е оснащенная надульным устройством программирования взрывателя снаряда. Стрельба ведется стандартными в НАТО патронами 30×173 мм с длиной гильзы 173 мм. Пушка расположена в правой части дистанционно-управляемой башни, в свою очередь, смещенной к левому борту корпуса БМП и, таким образом, совпадает с продольной осью машины. Модификация пушки представляет дальнейшее развитие системы «Рейнметалл» МК 30-2, ранее установленной на австрийской БМП «Улан» и испанской БМП «Пизарро». Сравнительно с базовым вариантом, пушка МК 30-2/ABM отличается увеличенной длиной ствола, изменённым углом прогрессивной нарезки канала ствола (7,5°), что в совокупности позволило увеличить начальную скорость бронебойного снаряда до 1405 м/с — унифицированной с пушкой «Бушмастер II». Эффективная дальность стрельбы по бронированным целям составляет 2000 м, а при использовании боеприпаса воздушного подрыва — по слабозащищенным целям и живой силе — 3000 м. Масса пушки 198 кг. Максимальный темп стрельбы пушки, установленной на БМП «Пума» ограничен значением 200 выстр/мин. для «достижения максимальной точности стрельбы», хотя собственно пушка обеспечивает темп 700 выстр/мин. С целью ослабления влияния термических нагрузок, поверхности внутренней нарезной части канала ствола и патронника хромированы. Пределы угла вертикальной наводки от −10° до +45°. Огонь из пушки ведется двумя типами боеприпасов: бронебойным оперенным подкалиберным снарядом с трассёром, индекс патрона PMC 287, бронепробиваемость 60мм/60 град/2000 м, и снарядом воздушного подрыва типа KETF (Kinetic Energy Time Fuze), известным также под маркой «Эрликон-Контравес» AHEAD. Питание селективное. Используется три режима стрельбы: одиночный, быстрый одиночный и очередью. Производство 30-мм выстрелов воздушного подрыва осуществляет фирма RWM Schweiz GmbH — дочернее предприятие «Рейнметалл-дефенс», одновременно являющаяся изготовителем надульного устройства для замера начальной скорости снаряда. Выстрел KETF предназначен для поражения БТР, вертолетов, живой силы и укрепленных позиций противника. Поражающее действие снаряда воздушного подрыва осуществляется 162 готовыми поражающими элементами цилиндрической формы из тяжелого вольфрамового сплава, массой по 1,24 г., которые выбрасываются из снаряда после отработки взрывателем расчетного времени, или непосредственно перед целью. Поражающие элементы распространяются в узком конусе, направленном в сторону цели, стабилизация элементов на полете осуществляется осевым вращением.
Боезапас пушки насчитывает 400 патронов. Из них 200 готовых к стрельбе патронов находятся в патронном ящике, выполненном «улиткой», и расположенном в кормовой части башни. Ещё 200 патронов находятся в боеукладке.

### Вспомогательное вооружение
Вспомогательное вооружение представлено 5,56-мм пулеметом MG4, размещенным в башне соосно с основным вооружением, справа от него. Подача патронов осуществляется слева, отражение гильз — с правой стороны оружия. Башенный вариант пулемета MG4 (TMG) отличается от пехотного варианта отсутствием приклада, сошки и прицела. Максимальная дальность эффективной стрельбы составляет 1000 м, готовый к использованию боекомплект — 1000 патронов, ещё 1000 патронов находятся в боеукладке.
Для обороны на ближних подступах (50 м) к БМП «Пума» служит гранатометная установка SKWA калибра 76 мм, ведущая стрельбу осколочными гранатами. Установка размещёна в кормовой части машины слева, угол горизонтальной наводки 90 градусов относительно кормы. Управляет установкой командир десантной группы.
Для борьбы с основными танками (ОБТ) и вертолетами сухопутные войска ФРГ планируют оснащение БМП «Пума» противотанковым комплексом Spike-LR, разработанным международным концерном EuroSpike GmbH государств Германии, Нидерландов и Израиля. Первоначально комплекс будет поставляться с пусковой установкой MELLS Mehrrollenfähiges Leichtes Lenkflugkörper-System, отработанной для сухопутных войск. Пусковая установка адаптирована для установки на борту башни и содержит две ракеты Spike.

## Субподрядчики
Наряду с концернами Krauss-Maffei Wegmann GmbH и Rheinmetall Landsysteme GmbH, являющимися основными подрядчиками, в осуществлении проекта принимает участие целый ряд фирм. В их число, среди прочих, входят Autoflug GmbH (сидения экипажа, топливная система), Diehl Ramscheid GmbH (гусеничные ленты, ведущие колёса), Dräger (система защиты от ОМП), ESW GmbH (электрогенератор, бортовая система электроснабжения, электровентиляторы, приводы наведения оружия), Heckler und Koch, Kiddle Deugra Loeschsysteme, MTU Friedrichshafen (силовая установка), Oerlikon Contraves AG, Renk AG (трансмиссия), Rexxon GmbH (кондиционер), Scleifring und Apparatebau GmbH и Carl Zeiss Optronics GmbH (оптические приборы).

## Критика
Концепция БМП «Пума» неоднократно подвергалась критике в немецкой прессе, в частности по причине высокой массы машины. Новая БМП способна транспортироваться по воздуху только в варианте с уровнем защиты «А», и только на перспективном военно-транспортном самолёте «Airbus А400М». Для параллельной транспортировки бронемодулей уровня «С» трёх БМП «Пума» необходим ещё один самолёт, в связи с чем транспортные расходы оказываются на треть выше по сравнению с предшественником «Пумы» — БМП «Мардер». 
Ряд экспертов (не немецких) в области артиллерийского вооружения отмечалось несоответствие относительно малого 30 мм калибра основного вооружения БМП «Пума» столь тяжелой машине, по боевой массе сравнимой с основными танками российской армии. Впрочем, указанный недостаток может быть до некоторой степени устранен, если «Рейнметалл», в соответствии с действующей в Германии традицией и согласно общемировой практике, примет решение о доработке системы Mauser MK 30-2 в направлении создания бикалиберной пушки 30/40 или 30/50 мм.
Ряд немецких экспертов высказывались критические замечания относительно применения спаренного с основной пушкой пулемёта в калибре НАТО 5,56×45 мм. Это единственное в своем роде решение, противоречащее принятому использованию вспомогательного вооружения калибра 7,62×51 мм НАТО, содержит наряду с преимуществами унификации боеприпасов, и недостатки, обусловленные меньшими дальностью стрельбы и пробивной способностью 5,56 мм патронов.
Ещё одним пунктом критики является высота новой БМП, составляющая 3,10 м по приборам наблюдения на башне. По этому показателю «Пума» превышает сопоставимый предшествующий образец — БМП «Мардер 1А3» на 10 см. Сам основной танк «Леопард 2» имеет меньшую высоту.
При стоимости БМП «Пума» порядка 9 млн евро она является одной из самой дорогих в мире боевых машин пехоты. Высокая стоимость единичного образца отчасти связана с небольшим объёмом выпускаемой партии (350 машин). Вполне вероятно, что по причине высокой стоимости, «Пума» столкнется с незначительным спросом на международном рынке; при этом, конечно, следует учитывать влияние расходов по разработке машины на стоимость единичного образца, что при дальнейшем выпуске не будет иметь места. Традиционные покупатели, в частности Нидерланды, уже приняли решение о приобретении другой машины CV9035 MkIII.

## Операторы

### Современные операторы
- Германия — 350 единиц, по состоянию на 2024 год[12].

### Возможные операторы
- Чехия — сухопутные войска Чехии планировали приобретение 210 БМП «Пума» на общую сумму 2 млрд евро в период 2019—2024 годов. Генеральный штаб ВС Чехии склонялся к выбору этой машины по результатам состоявшихся в июне 2017 года сравнительных испытаний пяти типов БМП (двух вариантов CV90, Lynx, ASCOD и «Пума»), исходя из её технологического превосходства.[13] В октябре 2019 года чешская армия объявила, что «Пума» снимается с конкурса. Производитель заявил, что требования чешской армии потребуют дорогостоящей модернизации БМП, на которую он не желает идти.[14]
- Канада — Puma являлась наиболее вероятным кандидатом на выигрыш тендера CCV (Close combat vehicle), в рамках которого планировалась закупка более 100 БМП.[15][16][17][18] Однако, в связи с модернизацией LAV III, проект был отменён.[19]